# 12
Aquesta pàgina és per a l'any. Per al nombre, vegeu dotze.

## Esdeveniments

### Judea
- Anni Ruf és anomenat prefecte de Judea.[1]
- Publi Sulpici Quirí torna a Judea per convertir-se en conseller de Tiberi.

### Roma
- L'exèrcit d'Artàxides és enderrocat pels romans.
- August ordena la major invasió d'Alemanya més enllà de Rin.
- Germànic Cèsar i Gai Fonteu Capitó III són cònsols.[2]

## Naixements
- 31 d'agost - Calígula, emperador de Roma.[2]